# Мецамор (село)
Мецамор (арм. Մեծամոր) — село в Армавирской области Армении.

## География
Село расположено в юго-восточной части марза, на левом берегу реки Севджур, к северу от автодороги , на расстоянии 38 километров к юго-востоку от города Армавир, административного центра области. Абсолютная высота — 830 метров над уровнем моря.
Климат
Климат характеризуется как семиаридный (BSk в классификации климатов Кёппена). Среднегодовая температура воздуха составляет 12,5 °C. Средняя температура самого холодного месяца (января) составляет −2,7 °С, самого жаркого месяца (июля) — 26°С. Расчётная многолетняя норма атмосферных осадков — 285 мм. Наибольшее количество осадков выпадает в мае (48 мм).

## История
Прежнее название села — Камарлу. Кавказовед Карл Ган отмечал, что название Камарлю азербайджанское (у Гана — «татарское»), происходит от слова гамар — «луна» и означает «место луны».
15 июля 1946 года село Камарлу Эчмиадзинского района Армянской ССР было переименовано в Мецамор.

## Население
По данным «Сборника сведений о Кавказе» за 1880 год в селе Камарлу Эчмиадзинского уезда по сведениям 1873 года было 57 дворов и проживало 295 азербайджанцев (указаны как «татары»), которые были шиитами. Также в селе было расположено 7 мельниц.
По данным Кавказского календаря на 1912 год, в селе Камарлу Эчмиадзинского уезда проживало 403 человека, в основном азербайджанцы, указанные как «татары».
С 1920-х годов село Мецамор населено в основном армянами. Некоторые из предков нынешних жителей переехали из Сурмалу, Битлиса и Вана в 1918-1920 гг. По данным Национальной статистической службы, в 2005 году в общине проживало 1136 человек, из них 49% мужчин и 51% женщин. По данным Армении в 2011 г. по результатам переписи постоянное население села Мецамор составляло 1322 человека, существующее население составляло 1283 человека. В селе 345 существующих домохозяйств. 
| Год переписи | Население          | Население          | Население          | Население            | Население            | Население            |
| Год переписи | Наличное население | Наличное население | Наличное население | Постоянное население | Постоянное население | Постоянное население |
| Год переписи | Всего              | Мужчины            | Женщины            | Всего                | Мужчины              | Женщины              |
| ------------ | ------------------ | ------------------ | ------------------ | -------------------- | -------------------- | -------------------- |
| 2001         | 1089               | 530                | 559                | 1123                 | 554                  | 569                  |
| 2011         | 1283               | 610                | 673                | 1322                 | 634                  | 688                  |